# Eurysiana
Eurysiana is een insectengeslacht van halfvleugeligen uit de familie Delphacidae. De wetenschappelijke naam van het geslacht werd voor het eerst geldig gepubliceerd in 2019 door Della Giustina.

## Soorten
- Eurysiana meridiana (Asche, 1994)
  - = Eurysa meridiana Asche, 1994